# Karel van de Woestijne
Karel van de Woestijne (Gand, 10 marzo 1878 – Zwijnaarde, 24 agosto 1929) è stato uno scrittore belga.
Iniziò la sua attività letteraria aderendo e contribuendo alla rivista Van nu en straks (Di oggi e di domani). Non riuscì a portare a termine gli studi universitari e visse alcuni anni col fratello Gustaaf, pittore. Dal 1906 al 1921 fu corrispondente a Bruxelles del Nieuwe Rotterdamsche Courant. Nel 1921 conseguì la cattedra di letteratura neerlandese all'Università di Gand.
Di carattere piuttosto introverso e perennemente incerto, rappresentò un punto di riferimento nella letteratura artificiosa della fine del XIX secolo, grazie anche all'eleganza e alla ricchezza del suo linguaggio.

## Opere

### Prosa
- Laethemse brieven over de lente - Lettere da Latem sulla primavera, del 1904
- Janus met het dubbele voorhoofd - Giano bifronte, del 1908
- Afwijkingen (1910)
- Goddelijke verbeeldingen  - Fantasie divine, del 1918
- De bestendige aanwezigheid (1918)

### Liriche impressionistiche
- Het vaderhuis (1903) - La casa paterna, del 1903
- De boomgaard der vogelen en der vruchten (1905)
- De gulden schaduw - L'ombra dorata, del 1910

### Liriche spirituali
- De modderen man - L'uomo di fango, trilogia del 1920
- God aan zee - Dio al mare, del 1926
- Het zatte hart (1926)
- Het bergmeer - Il lago di montagna, del 1928

### Saggi letterari
- De Vlaamsche primitieven: hoe ze waren te Brugge
- Kunst en geest in Vlaanderen - L'arte e lo spirito in Fiandra, del 1911
- De Nieuwe Esopet (1933) met tekeningen door Jozef Cantré
- Over schrijvers en boeken (1933-1936)

### Poesie
- Interludiën I en II  - primo e secondo interludio, del 1912-1914
- Zon in de rug (1924)

### Romanzo breve in collaborazione con Herman Teirlinck
- De Leemen Torens. Vooroorlogse kroniek van twee steden - Le torri di argilla, del 1928, incompiuto